# Meliady
Meliady (gr. Μελίαι Melíai bądź Μελιάδες Meliádes) – w mitologii greckiej nimfy zamieszkujące drzewa jesionu. Gdy Uranos został okaleczony przez jednego z synów – Kronosa, krople krwi, które spadły na ziemię, zrodziły Erynie (boginie zemsty) i Meliady. Z tego też względu z jesionu sporządzano oszczepy, które miały powodować duży upływ krwi. Meliady były również opiekunkami dzieci porzuconych pod jesionami oraz opiekunkami stad.